# Chalybion madecassum
Chalybion madecassum är en rovstekelart som först beskrevs av Giovanni Gribodo 1883.
Chalybion madecassum ingår i släktet Chalybion och familjen grävsteklar. Inga underarter finns listade i Catalogue of Life.